# Stardust Crusaders
Stardust Crusaders (яп. スターダストクルセイダース Сутаːдасуто Курусэидаːсу, досл. «Крестоносцы звёздной пыли») — третья часть франшизы манги JoJo's Bizarre Adventure авторства Хирохико Араки. Серии публиковались в журнале Weekly Shonen Jump с 1989 по 1992 года. Всего было выпущено 152 главы манги, которые были собраны в 16 томов. Сюжет Stardust Crusaders происходит после Battle Tendency и предшествует Diamond Is Unbreakable.
Изначально манга была известна как JoJo's Bizarre Adventure Part 3 Jotaro Kujo: Heritage for the Future (яп. ジョジョの奇妙な冒険 第三部 空条承太郎 ―未来への遺産― ДзёДзё но Кимуё на Боːкэн Даи Сан Бу Кудзё Дзётаро -Мираи э но Исан-, Невероятные приключения ДжоДжо Часть 3 Дзётаро Кудзё: Наследие будущего)
Stardust Crusaders является самой знаковой частью франшизы JoJo's Bizarre Adventure во многом благодаря тому, что в ней впервые появляются стенды, которые стали неотъемлемой частью вселенной Jojo. По мотивам сюжета манги были созданы 2 видеоигры, OVA-сериал, CD-драма и аниме-адаптация, серии которой транслировались в Японии с апреля 2014 года по июнь 2015 года.

## Сюжет
Действие происходит с 1988 по 1988/1989 год. Моряки вытаскивают гроб с телом Дио Брандо, покоившегося почти 100 лет, со дна Атлантического океана. Он оживает и убивает моряков. Становится ясно, что Дио сумел захватить тело Джонатана, которым заменил своё, ранее уничтоженное. По этой причине у всех потомков Джонатана пробуждаются «стенды» (яп. スタンド сутандо) — существа, являющиеся воплощением духовной сущности, воли человека и обладающие разными способностями. Их получают Джозеф Джостар, его дочь Холли Кудзё и внук Дзётаро Кудзё. Холли, однако, не может справиться со своей новой силой и начинает медленно умирать, по прогнозам врачей она должна умереть примерно через 50 дней. Единственный способ спасти Холли — убить Дио до истечения данного срока. Постаревший Джозеф ищет помощи у своего внука Дзётаро, чтобы вместе с ним отправиться в Египет и как можно скорее убить Дио. К ним присоединяются Мохаммед Абдул, Нориаки Какёин, Жан-Пьер Польнарефф и собака Игги. Вместе они сражаются против Дио и его подчинённых, путешествуя по странам Южной Азии и Ближнего Востока, таким как Сингапур, Индия, Пакистан, Саудовская Аравия и Египет.

## Персонажи
Дзётаро Кудзё (яп. 空条 承太郎 Кудзё: Дзётаро:) — главный герой, сын Холли Кудзё и внук Джозефа Джостара. Чтобы спасти свою мать, начинает путешествовать по таким странам, как Сингапур, Индия, Пакистан, Египет, где вступает в бой с Дио и убивает его, открыв в себе способность останавливать время. Во время борьбы издаёт характерный крик: «ОРА ОРА ОРА ОРА ОРА ОРА ОРАААА!!!», также крылатой фразой персонажа является «Ярэ Ярэ Дадзэ» (яп. やれやれ  だぜ), которая имеет широкое значение и может переводится, как «вот это да»/«ну и ну»/«погоди», а в английском дубляже OVA-сериала фраза переводится: «какая боль».
Сэйю: Дайсуке Оно
Джозеф Джостар (яп. ジョセフ・ジョースター Дзёдзэфу Дзё:сута:) — дедушка Дзётаро и внук Джонатана Джостара. В преклонном возрасте открывает в себе способности управлять стендом, помогает внуку Дзётаро понять силу его стенда и сопровождает его, чтобы бороться против приспешников Дио и спасти свою дочь — Холли.
Сэйю: Унсё Исидзука
Дио Брандо (яп. ディオ・ブランドー Дио Бурандо:) — главный антагонист. Он вампир, который после заточения в гробу вырвался оттуда через 100 лет и решил создать «идеальный мир», состоящий из его слуг. Он обосновался в Египте, где впоследствии был убит Дзётаро. Персонаж был назван в честь Ронни Джеймса Дио и Марлона Брандо. Во время борьбы издаёт характерный крик: «МУДА МУДА МУДА МУДА МУДА МУДА МУДАААА!!!».
Сэйю: Такэхито Коясу

## Создание

### Сеттинг

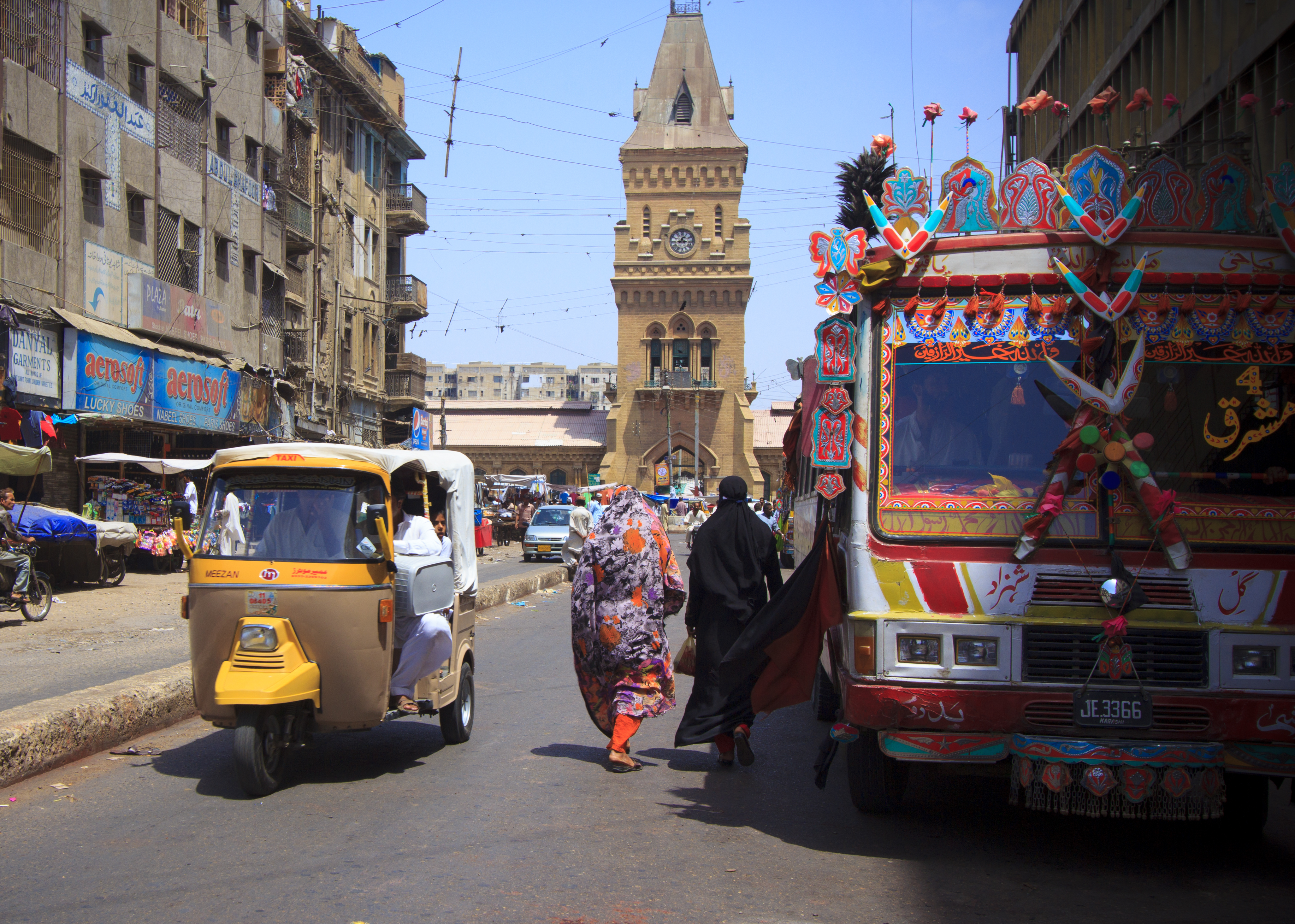
Карачи, Пакистан — один из городов, который пересекают главные герои.

Хирохико Араки изначально задумывал создать трилогию, где в третьей части Дио Брандо, главный злодей первой части манги Phantom Blood, должен снова вернуться в качестве злодея и сражаться против очередного потомка Джонатана Джостара. Араки совершил поездку по странам Ближнего Востока и Северной Африки, в которой черпал своё вдохновение при создании третьей части манги — Stardust Crusaders, где основными местами действия становятся Индия и Египет. Также главным вдохновением для Араки служил фильм «Вокруг света за 80 дней». Помимо этого, автор манги всегда стремится придать «загадочность» своему сюжету: его с самого детства тянуло к мистике, как он говорил в одном из интервью.
Чтобы сделать сюжет и боевые сцены интереснее, мангака решает отказаться от «концентрических световых волн» в качестве орудия сражений и создал новую концепцию суперсилы, способную не только действовать на расстоянии, но и в состоянии поражать непосредственно противника. Так, персонажи в третьей части манги могут использовать «стенды» — воплощение их духовной силы, имеющие, как правило, облик человекоподобных духов, обладающих различными способностями. В дальнейшем они становятся неотъемлемой частью вселенной JoJo. Многие стенды внешне похожи на американских супергероев или меха-роботов. Идея создать стенды появилась у мангаки под вдохновением манги Tetsujin 28-go, где главный герой мог управлять роботом на дистанционном управлении. Также при их создании Араки черпал вдохновение от учений синтоизма, а также карт таро. Из-за возможности создавать бесконечное число разных стендов с уникальными способностями Араки назвал их своей новой «золотой жилой». Также Араки решает развивать сюжет в стиле карточной игры, где множество разных персонажей со своими стендами, имеющими индивидуальные способности, вступают в борьбу против друг друга. Создавая очередного персонажа со стендом и прорисовывая сцены сражений, Араки вдохновлялся совершенно случайными вещами или природными явлениями, которые мангака встречал в своей повседневной жизни, «это даже мог быть обыкновенный объект, как чашка для кофе». Создавая стенды врагов, Араки делал акцент на магию и потусторонние силы.
Мангака признался, что большинство его знакомых ссылалось на то, что третья часть франшизы стала популярна именно благодаря введению «турнирного» формата повествования. Однако Араки считает, что сражения в своей манге нельзя считать полноценными турнирами; в частности, мангака заметил, что формат турниров, типичных для большинства сёнэн-произведений, имеет свой существенный недостаток: каждый новый бой для поддержания интереса читателя требует повышение ставки, которая заключается в том, что герой совершенствует свои навыки и сталкивается со всё более мощными противниками. Такие сценарии приводят к тому, что рано или поздно сюжет надо будет либо завершать, или же сцены боя будут выглядеть всё менее реалистично, уподобляясь «боям между богами», которые будут поддерживать интерес лишь у старых зрителей. Араки же избегал того, чтобы каждый новый враг становится сильнее предыдущего, и поддерживал интерес зрителя уникальными боевыми стратегиями, которые применяли противники в зависимости от их силы стенда и окружающей обстановки.
Помимо прочего, в сюжете заметно крайне слабое участие женщин. Араки объяснил это тем, что в 80-е годы было нормальным изображать активных персонажей только мужчинами, женщины же должны были выступать пассивными и нежными. Создание «женщины-мачо» несло тогда за собой слишком высокие риски, и читатель мог просто не принять такого персонажа. Наряду с изменением общественного мнения, женские персонажи в поздних частях манги Jojo будут играть гораздо более активную роль и иногда большую, чем мужчины.

### Главный герой

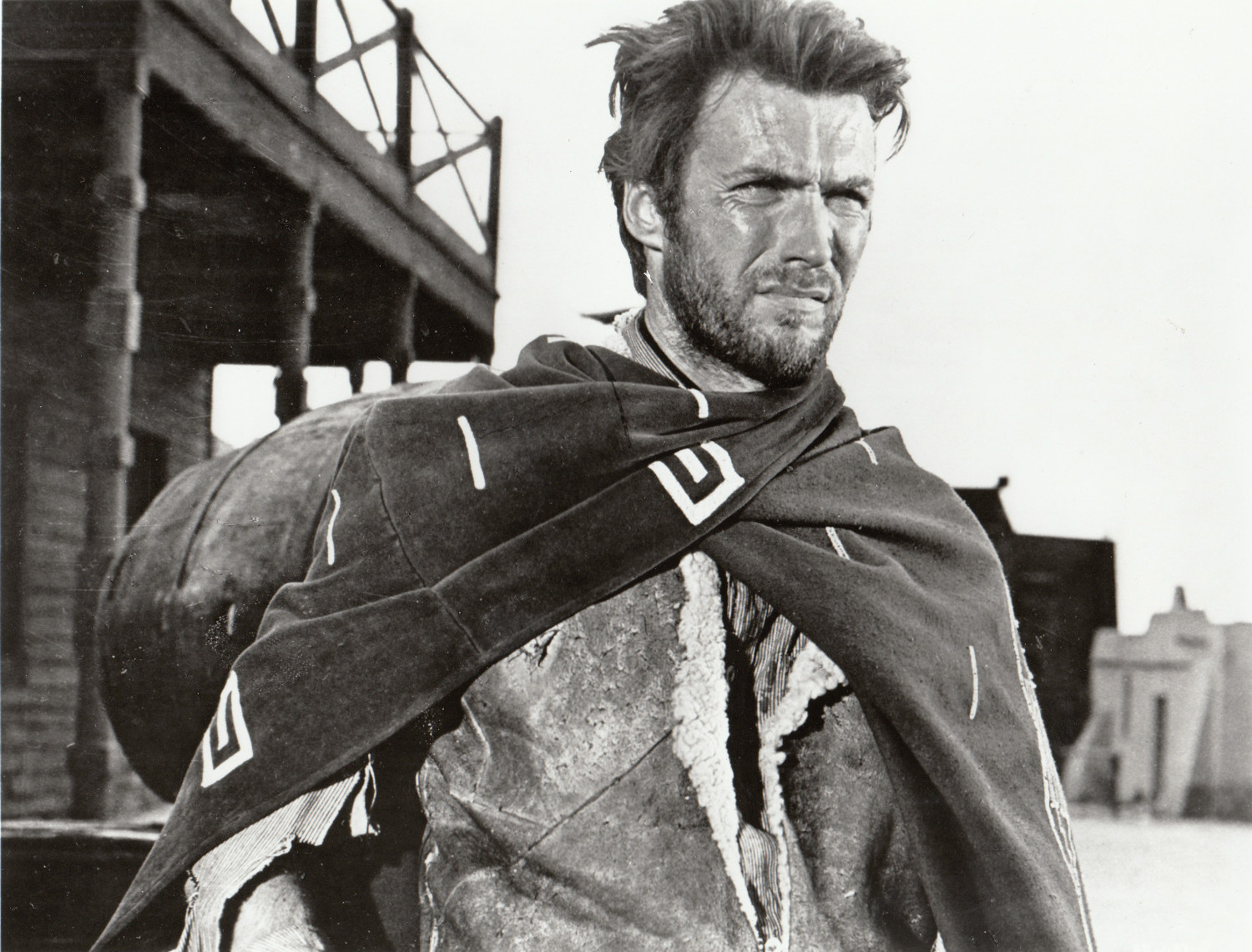
Прообразом для Дзётаро Кудзё стали персонажи фильмов-вестернов 60-х годов, сыгранные американским актёром Клинтом Иствудом

При создании Дзётаро Кудзё Араки стремился сделать персонажа, не похожего на главных героев из предыдущих двух частей манги. Так, Джонатан Джостар выглядел слишком правильным и серьёзным, а Джозеф Джостар — слишком сумасшедшим. Араки заметил, что при создании героя придерживался принципа, что герой не обязательно должен быть добродетелью, однако перед ним должна стоять некая дилемма, к решению которой он стремится в течение сюжета. Мангака считает идеалом, когда герой следует своим благородным целям, даже вопреки общественному мнению и риску стать изгоем. Таким «идеальным героем», по мнению Араки, были персонажи, сыгранные актёром Клинтом Иствудом, фильмы с участием которого мангака смотрел ещё в детстве. Так, на основе данного персонажа был и создан сам Дзётаро Кудзё, который, как и Клинт, «не бежит, его движения минимальны, он немногословен».. Мангака стремился создать Дзётаро независимым, способным справится с задачей и без поддержки союзников, так как, по мнению Араки, зрителю не понравится герой, не способный действовать самостоятельно, без поддержки остальных; наоборот, союзники в большей степени полагаются на героя, а Дзётаро, обладая одновременно высоким интеллектом и дисциплиной, выступает в роли лидера команды и его компаса. Одновременно Араки стремился передать устрашающую ауру персонажу, «даже когда он лишь держит руки в кармане». Не менее важным мангака считает связь личности персонажа с его внешним видом, в идеале читатель должен с первого взгляда сразу понять, что за личность перед ним находится, чтобы больше доверять персонажу. Другой, не менее важной, вещью Араки считает придание персонажам слабости и ограничения, с которыми он вынужден мириться и решать свои проблемы. С одной стороны, автору сложно наделять своих героев недостатками, но одновременно это придаёт персонажу «трёхмерность»; зритель начинает ему сопереживать. С другой стороны, не менее важно показать, как персонаж морально и физически развивается в лучшую сторону. Представляя Дзётаро Кудзё зрителю, Араки намеренно продемонстрировал контраст между тем, каким герой был послушным в детстве и стал бунтарём, создавая посыл, что за этот промежуток времени «что-то произошло». Это, по мнению мангаки, эффективный пример того, как у читателя можно быстро привить интерес к персонажу. Его костюм, напоминающий японскую школьную форму, символизировал современность в противовес Джозефу и Джонатану, представляющих собой исторические личности.

### Остальные персонажи

Создавая персонажей — союзников, Хирохико Араки вдохновлялся японским фильмом «Семь самураев» (1954)

Помимо главного героя Дзётаро, Араки решил создать команду союзников для демонстрации контраста между главным персонажем и развития взаимоотношений с ним, то есть «образования химии». Например, Жан-Пьер Польнарефф создавался как персонаж-гэг: он не очень умный и выступает основным источником юмора в сюжете. Персонажу Абдулу Араки придал этнические черты жителя Северной Африки, которые как бы предвещают читателю, что сеттинг будет связан с Ближним Востоком и Египтом. Введение Джозефа Джостара, главного героя из Battle Tendency, мангака объяснил желанием поклонников видеть в новой части старых героев, хотя лично Араки был против возвращения персонажа лишь ради ностальгии. Но он это сделал, оправдываясь тем, что Джозеф стремится спасти свою дочь, так как это соответствует характеру персонажа. Изначально Араки задумывал, что Джозеф из-за своего возраста «выйдет из игры», но решил сделать его активным союзником и дать роль наставника, объясняющего молодому Дзётаро суть проблемы и что такое стенды. Сам же стенд Джозефа имеет форму виноградной лозы и не способен на атаки, однако эффективен в поддержке. По задумке Араки хамон и стенды имеют одинаковую природу, так как являются жизненной энергией, исходившей из персонажа. По задумке мангаки, стенд в форме лозы, покрывающий тело Джозефа, является не что иное, как воплощение его хамона.
Создавая отдельного персонажа, Араки намеренно придавал им индивидуальные черты и внешность, чтобы они привлекали читателя по-своему, не конкурируя с главным героем Дзётаро. Идея создать группу из союзников появилась под впечатлением фильма 1954 года — «Семь самураев», где также представлена команда из совершенно разных героев, но которых объединяет общая судьба и скрепляет их прочную дружбу.
Работая над командой главного героя, Араки столкнулся с некоторыми трудностями, в частности он заметил, что любой писатель, работая одновременно над группой героев, неизменно столкнётся с сюжетными тупиками и несоответствиями, которые надо каким-то способом решить. Занимаясь над развитием сюжета, необходимо уделять одинаковое время отдельным героям, продолжая учитывать их личностные особенности и способности. Если же автор будет пренебрегать этим, то его персонажи статут однотипными, а это, в свою очередь, может стать причиной провала. Другая проблема состоит в необходимости создания разнообразных персонажей. В частности, мангака заметил, что, создавая первых трёх героев, трудности не возникнут, однако, создавая четвёртого или пятого персонажа, читатель замечает, что они в чём-то окажутся похожи на первых созданных героев. Мангака отметил, что это нельзя допускать, так как персонажи сразу же начнут терять свою индивидуальность. И в заключении Араки считал, что персонаж-союзник не должен быть похожим на главного героя или даже быть интереснее его, потому что сюжет держится именно на главном герое, и не важно, какими чертами он обладает: это может быть и отвратительный персонаж, ненавистный читателям, но его не должен затмевать второстепенный персонаж. Многие читатели отметили, что при создании врагов Араки особое внимание уделил Хол Хорсу, даже нарисовав цветную обложку наравне с героями. На основании этого было предположено, что Хол Хорс должен был перейти на сторону героев, как это произошло с Какёином и Польнареффом. Араки признался, что Хол Хорс, как отрицательный персонаж, ему действительно понравился, особенно с его позицией «Зачем быть номером один, если можно быть номером два?», то есть прятаться в тени союзника и действовать из засады. Однако проблемы возникли тогда, когда Араки заметил, что личность Хол Хорса пересекается с личностью Польнареффа, и такая же проблема возникла со стендом, способности которого схожи с таковыми у Какёина. Также мангака не сумел установить чёткие ограничения на способности стенда Хорса. В результате мангака пришёл к выводу, что, как герой, Хорс получился бы вторичным, и принял решение оставить его злодеем.
Зная, что манга будет многосерийной, Араки также тщательно продумывал эпизодических злодеев и их стенды, которые встречаются в большом количестве. Задача мангаки заключалась в сохранении интереса читателя к манге, для чего он, например, образовывал союзы из нескольких врагов.
Создавая второстепенных персонажей, Араки сначала продумывал их способности, стенды, так как в сюжете они вводились прежде всего, чтобы столкнуться в схватке с героями. Затем мангака создавал самого персонажа, чьи действия напрямую зависели от силы его стенда. Также Араки на основе способностей решал, какими чертами характера, внешностью и слабостями должен иметь тот или иной человек. Мангака признался, что привязывается к своим созданным персонажам и даже плакал, когда в сюжете «убивал» их. Он заметил, что старается избегать распространённой ошибки мангак, которые делают своих персонажей «бессмертными», что, несомненно, портит качество повествования и лишает сюжет напряжения. Показывая Дио, Араки намеренно придал ему таинственности и показывал в образе силуэта, чтобы заинтриговать зрителя и повысить чувство напряжения, что главному герою предстоит столкнуться с ним.
Создавая персонажа по имени Энья Гейл, союзницы Дио, Араки вдохновлялся архетипом старой ведьмы из фильмов ужасов, и она является логическим объяснением, почему Дио знает и владеет стендом. Основой для стенда Эньи также послужили фильмы ужасов, в которых таинственный вирус, прибывший из космоса, поражал людей, превращая их в живые трупы. Стенд Джи Гейл, её сына и другого важного антагониста, имеет облик мумии и русалки, что тоже является отсылкой к фильмам ужасов.

## Выпуск манги
Свой выпуск манга начала в журнале Weekly Shōnen Jump в 1989 году, выпуск продолжался до 1992 года. За это время были выпущены 152 главы,собранные в 18 томов. В 2012 году первые главы манги были выпущены в цветном и цифровом виде для чтения на смартфонах и планшетах.
Сама манга вместе с Phantom Blood и Battle Tendency была переиздана и выпускалась с 1 декабря 2013 года по 4 января 2014 года в виде томов в твёрдых обложках. Изображения для обложек рисовал Хирохико Араки в соответствии со своим новым художественным стилем Сама манга также стала широко известной благодаря OVA-сериалу, созданному по её мотивам, который также оказывался в США. Сначала тома манги выпускались ежемесячно, но позже выпуски сократились до кварталов. Первый том был выпущен 8 ноября 2005 года, а последний 7 декабря 2010 года. В английской версии манги многие персонажи носят другие имена, а в некоторых сценах присутствует цензура, в частности, автором манги были перерисованы сцены с насилием над животными. Главы манги также выпускались во Франции компаниями J’ai Lu и Tonkam, и в Тайване компаниями Da Ran Culture Enterprise и Tong Li Publishing.

## Медиа

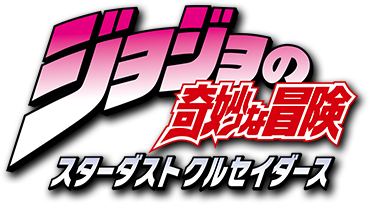
Логотип названия аниме-сериала

В 1992 и 1993 годах на основе третьей части манги были выпущены три части CD драмы под названием: JoJo's Bizarre Adventure Volume 1: Meet Jotaro Kujo (яп. ジョジョの奇妙な冒険第1巻 空条承太郎見参の巻), JoJo's Bizarre Adventure Volume 2: The Death of Avdol (яп. ジョジョの奇妙な冒険第2巻 アヴドゥル死すの巻) и JoJo's Bizarre Adventure Volume 3: The World of Dio (яп. ジョジョの奇妙な冒険第3巻 DIOの世界の巻). Главного героя Дзётаро озвучивал Киёюки Янада, Кэндзи Уцуми (первая и вторая части) и Горо Ная (третья часть) озвучивали Джозефа Джостара, Акио Оцука озвучивал Авдола, Сё Хаями — Какёин, Кэн Ямагути — Полнарефф, Кэйити Намба — Хол Хорс, Сигэру Тиба — Джи Гейл и Норио Вакамото — Дио.
4 ноября 1993 года был выпущен первый роман по мотивам Stardust Crusaders авторства Хироси Ямагути.
На основе манги JoJo’s Bizarre Adventure был создан ряд видеоигр. Первая компьютерная ролевая игра под названием JoJo’s Bizarre Adventure (яп. ジョジョの奇妙な冒険 ДзёДзё но Кимуё но Бо:кэн), основанная на третьей части манги, была выпущена в 1993 году для игровой приставки Super Famicom.
В 1998 году компанией Capcom была выпущена вторая одноимённая аркада-файтинг, также по мотивам третьей части манги. Игра стала бестселлером в Японии. Обновлённая версия игры, выпущенная через год для игровых приставок PlayStation и Dreamcast, получила название JoJo’s Bizarre Adventure: Heritage for the Future (яп. ジョジョの奇妙な冒険 未来への遺産 ДзёДзё но Кимуё на Бо:кэн Мирай э но Исан). В августе 2012 года была создана новая версия игры в формате с высокой чёткостью изображения для PlayStation Network и Xbox Live Arcade.
В других поздних играх, таких, как JoJo’s Bizarre Adventure: All Star Battle (яп. ジョジョの奇妙な冒険 オールスターバトル ДзёДзё но Кимуё на Бо:кэн О:ру Сута: Батору) 2012 года выпуска и JoJo-s Bizarre Adventure: Eyes of Heaven (яп. ジョジョの奇妙な冒険 アイズオブヘブン ДзёДзё но Кимуё на Боːкэн Аидзу Обу Хэбун) 2015 года выпуска также присутствует сюжет Stardust Crusaders.

## Аниме
На основе третьей части манги студией APPP были выпущены два OVA-сериала. Первый OVA-сериал JoJo no Kimyou na Bouken (яп. ジョジョの奇妙な冒険) состоит из шести серий и начинается с середины третьей части манги. Он выпускался с 19 ноября 1993 года по 18 ноября 1994 года. Второй OVA-сериал под названием JoJo's Bizarre Adventure: Adventure (яп. ジョジョの奇妙な冒険 ADVENTURE) выпускался с 25 мая 2000 года по 25 октября 2002 года, его сюжет разворачивается с начала третьей части манги.
В октябре 2013 года стало известно о выходе аниме, основанного на сюжете Stardust Crusaders. Режиссёром аниме выступил Наокацу Цуда, а над созданием сериала работала студия David Production. Выход первой половины сериала состоялся в апреле 2014 года. Сериал транслировался с 4 апреля по 13 сентября 2014 года. В отличие от OVA-сериала, аниме-сериал достоверно пересказывает сюжет манги и демонстрирует каждого оригинального персонажа. Вторая часть сюжета Stardust Crusaders, выходила с 10 января года по 20 июня 2015 года. В английской озвучке имена некоторых персонажей были изменены для избежания проблем с авторскими правами.
В конце лета 2014 года вышло первое дисковое издание второго сезона Jojo. DVD версия заняла четвёртое место в списке бестселлеров в Японии с проданными 2,165 копиями по состоянию на 3 августа, Blue Ray версия заняла второе место с 9,946 проданными копиями. С 25 по 31 августа второе DVD-издание заняло 8 место с проданными 2,356 экземплярами, а Blue-ray — третье место с 9,398 копиями. Третье издание также попало в список бестселлеров, DVD-версия заняла 11 место с 1,800 проданными экземплярами, а Blue-ray — четвёртое с 8,540 копиями.

### Музыка
Открывающаяся тема STAND PROUD ко второму сезону аниме-сериала, снятому по мотивам третьей части манги — Stardust Crusaders была выпущена 23 апреля 2014 года. Текст к песне написал Сёко Фудзибаяси, музыку — Такаку Вакабаяси, а сам саундтрек исполняет Дзин Хасимото. Саундтрек занял самое высокое 11 место в списке хит-парад синглов Японии по версии Billboard. Для закрывающей темы была использована музыка из сингла 1986 года женской рок-группы The Bangles — Walk Like an Egyptian. В качестве открывающая темы ко второй половины сезона использовалась песня ДзёДзё Соно Ти но Кёку ~end of THE WORLD~ (ジョジョ その血の記憶～end of THE WORLD～?, JoJo Sono Chi no Kioku ~end of THE WORLD~), которую исполнила японская музыкальная группа JO☆STARS ~TOMMY,Coda,JIN~, состоящая из певцов; Хироаки Томинага, Кода и Дзин Хасимото, каждый из которых по отдельности исполнял музыку к предыдущим открывающим темам аниме Jojo. Для закрывающей темы использовалась музыка американской джаз-фьюжн группы Pat Metheny Group — Last Train Home. Тем не менее к закрывающей теме использовалась иная музыка Аку-яку Кёсоːкёку (アク役♢協奏曲?, Evil Concerto), которую исполнил Макото Ясумура и Макото Кумаи, которые также озвучивали персонажей Оинго и Боинго, после был выпущен анимационный клип. Новая версия данной песни также звучала в качестве закрывающей темы в 36 серии, исполнителями выступили Хидэнобу Киути и Макото Кумаи, озвучивавшие в аниме персонажей Хол Хорса и Боинго. Композитором музыкального сопровождения ко второму сезону аниме-сериала выступал Юго Канно.
Первый альбом ко второму сезону  аниме-сериала JoJo's Bizarre Adventure: Stardust Crusaders O.S.T [Departure] (яп. ジョジョの奇妙な冒険 スターダストクルセイダース O.S.T[Departure]) был выпущен летом 2014 года второй  — JoJo's Bizarre Adventure: Stardust Crusaders O.S.T [Journey] (яп. ジョジョの奇妙な冒険 スターダストクルセイダース O.S.T [Journey]) был выпущен в августе того же года в составе ограниченного BD/DVD издания. Третий альбом Stardust Crusaders (World) (яп. ジョジョの奇妙な冒険 スターダストクルセイダース O.S.T [World]) был выпущен 22 апреля 2015 года также вместе с первым ограниченным Blu-Ray изданием. Четвёртый и последний альбом JoJo's Bizarre Adventure: Stardust Crusaders O.S.T [Journey] (яп. ジョジョの奇妙な冒険 スターダストクルセイダース O.S.T [Journey]) был выпущен в августе 2014 года, а саундтреки записывались с участием оркестра.

## Восприятие
| Зрительский рейтинг        | Зрительский рейтинг        | Зрительский рейтинг        |
| (на 22 сентября 2017 года) | (на 22 сентября 2017 года) | (на 22 сентября 2017 года) |
| -------------------------- | -------------------------- | -------------------------- |
| Сайт                       | Оценка                     | Голосов                    |
| Anime News Network         | · ссылка                   | 314                        |
| AniDB                      | · ссылка                   | 1133                       |

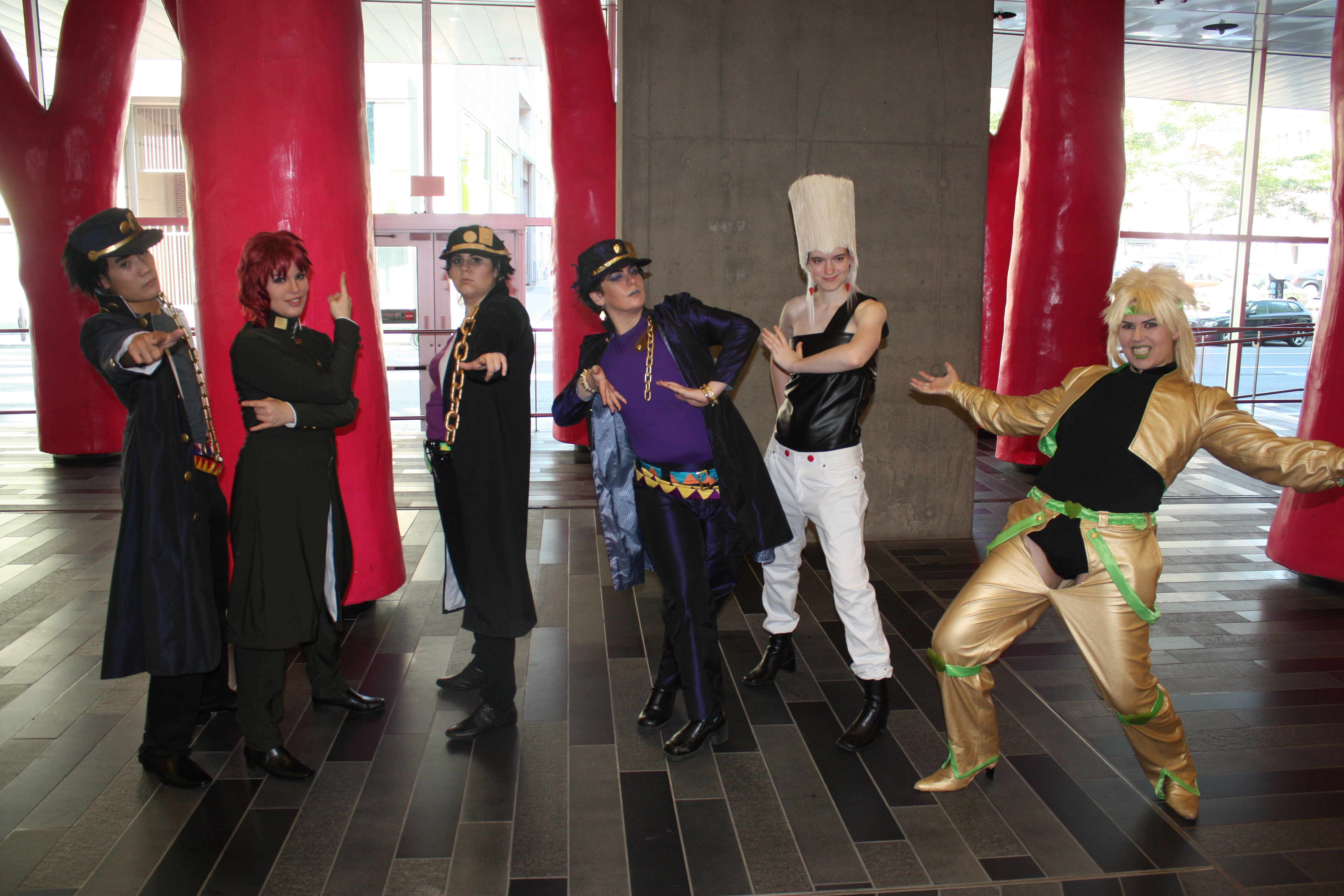
Косплееры в образе героев Stardust Crusaders

Манга Stardust Crusaders и её персонажи — Дио Брандо и Дзётаро Кудзё — остаются самой популярной и узнаваемой частью большой франшизы JoJo’s Bizarre Adventure, так как тут впервые появляются стенды — физические воплощения духовной силы. В частности, фанаткой персонажа по имени Дзётаро является, например, известная японская певица Кяри Памю Памю, во время своих выступлений она часто принимает культовые позы Дзётаро и других персонажей из манги. Кроме того, она назвала свою собаку Jojo и для интервью также надевала косплей персонажа Дзётаро. Позу Дзётаро также использовал Клинт Иствуд, известный американский актёр, для фотографии в журнале в честь 25-летия манги. Иствуд также лично встречался с Хирохико Араки.
В обзоре Stardust Crusaders критик сайта Comic Bastards отметил, что, с одной стороны, в сюжете есть много странностей, с другой — в нём есть множество комедийных моментов. Персонажи представлены чрезмерно и неестественно массивными. Другими критиками был отмечен банально-простой сюжет, который закладывается с самого начала, а также индивидуальность каждого героя..Критик сайта ootb-media отметил, что сюжет манги превосходен, и её легко читать. Главный герой Дзётаро получился холодным: он не джентльмен, как Джонатан, но и не обманщик, как Джозеф. Дио возвращается и становится ещё более харизматичным, чем в первой части манги. Сюжет удачно балансирует между юмором и серьёзностью.

### Аниме
Ник Кример, представитель Anime News Network, при обзоре третьего сезона аниме-сериала Stardust Crusaders отметил общую абсурдность и комедийность сюжета, которая, однако, не портит картину, так как вселенная Jojo никак не претендует на реалистичность и заманивает зрителя яркими сюжетными поворотами и сценами сражения. Введение стендов — эдаких боевых аватаров вместо хамона стало главным преимуществом сериала, так как благодаря им бои стали ещё красочнее и добавили большего разнообразия в общий сюжет. Сюжет аниме сводится к «длинной и глупой дорожной поездке» с периодически встречающимися злодеями, и героями, состоящими из восхитительных идиотов; Жан-Пьер-Польнареффом — главным источником всей абсурдной комедии, Нориаки Какёином, который однажды угрожающе посмотрел на злобного ребёнка и Джозефом Джостаром, не способным сдерживать свои эмоции. Тем не менее сериал радует глаз своей эстетикой, ярким визуальным стилем, достоверно передающим атмосферу манги и отлично подойдёт любителям экшена, зрелищных сцен и юмора. Среди основных недостатков, критик заметил слабое и непорядочное развитие сюжета; каждая серия по сути представляет собой независимую историю.
В обзоре первой серии второго сезона аниме-сериала 2014 года было отмечено, что качество графики и анимации заметно улучшилось по сравнению с первым сериалом. Критика сайта geekenstein, что сериал рассказывает непосредственно историю о самом Дзётаро Кудзё и отлично передаёт несколько замысловатый мир jojo, и позволяет окунуться в него новым зрителям. Первые серии аниме быстро устанавливают основной сюжет. Критик сайта japanator отметил, что, несмотря на качественную графику, в ней прослеживается значительное влияние старого аниме, что даже отражено в музыке и звуковом сопровождении, вследствие попытки максимально чётко передать сюжет манги-оригинала. Сам сюжет довольно прост и закладывается с первых серий, и сам по себе больше похож на большое шоу. Забавным получился старик Джозеф, который духом остался молодым подростком.